# Aperol

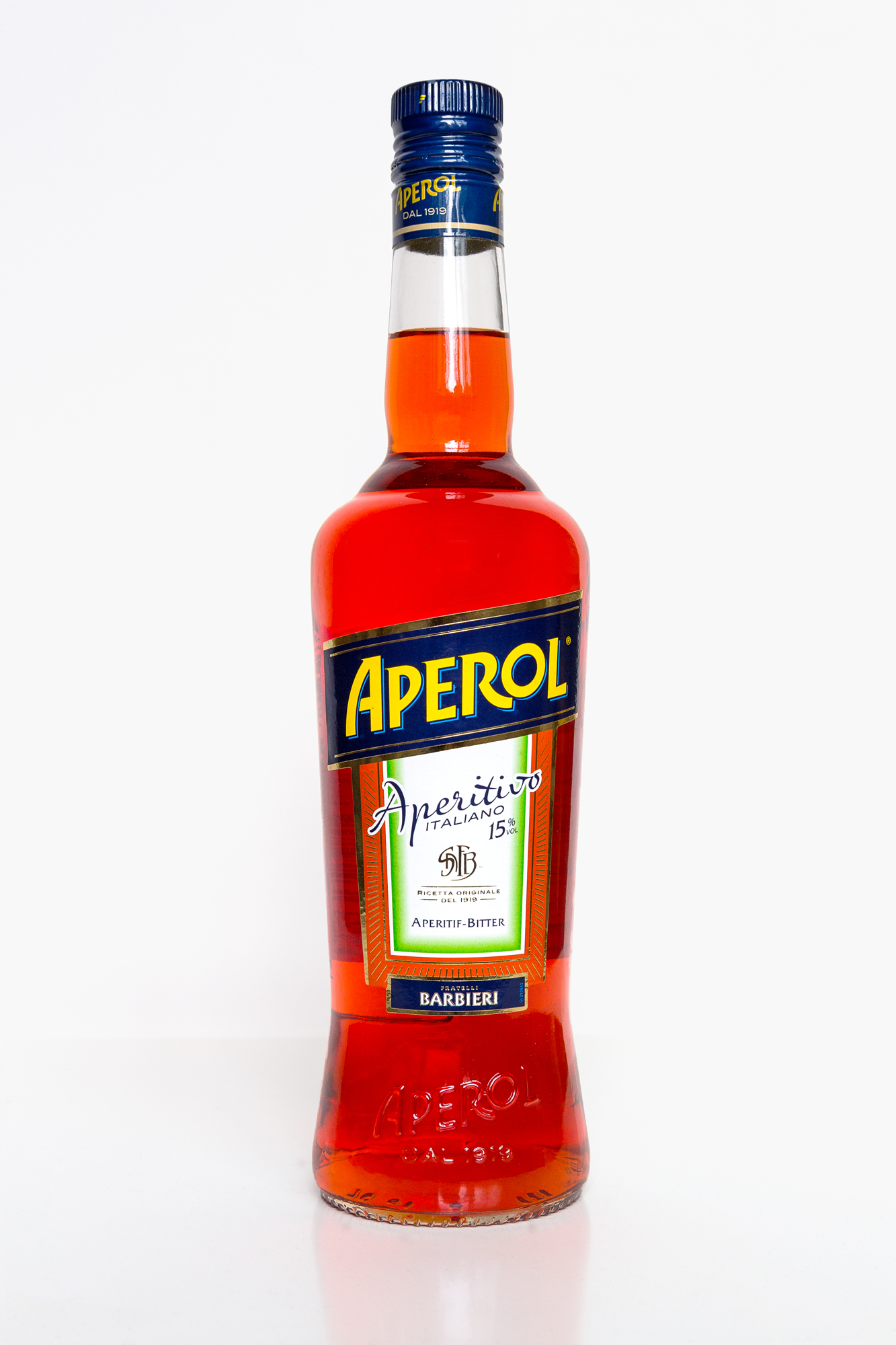
Aperol

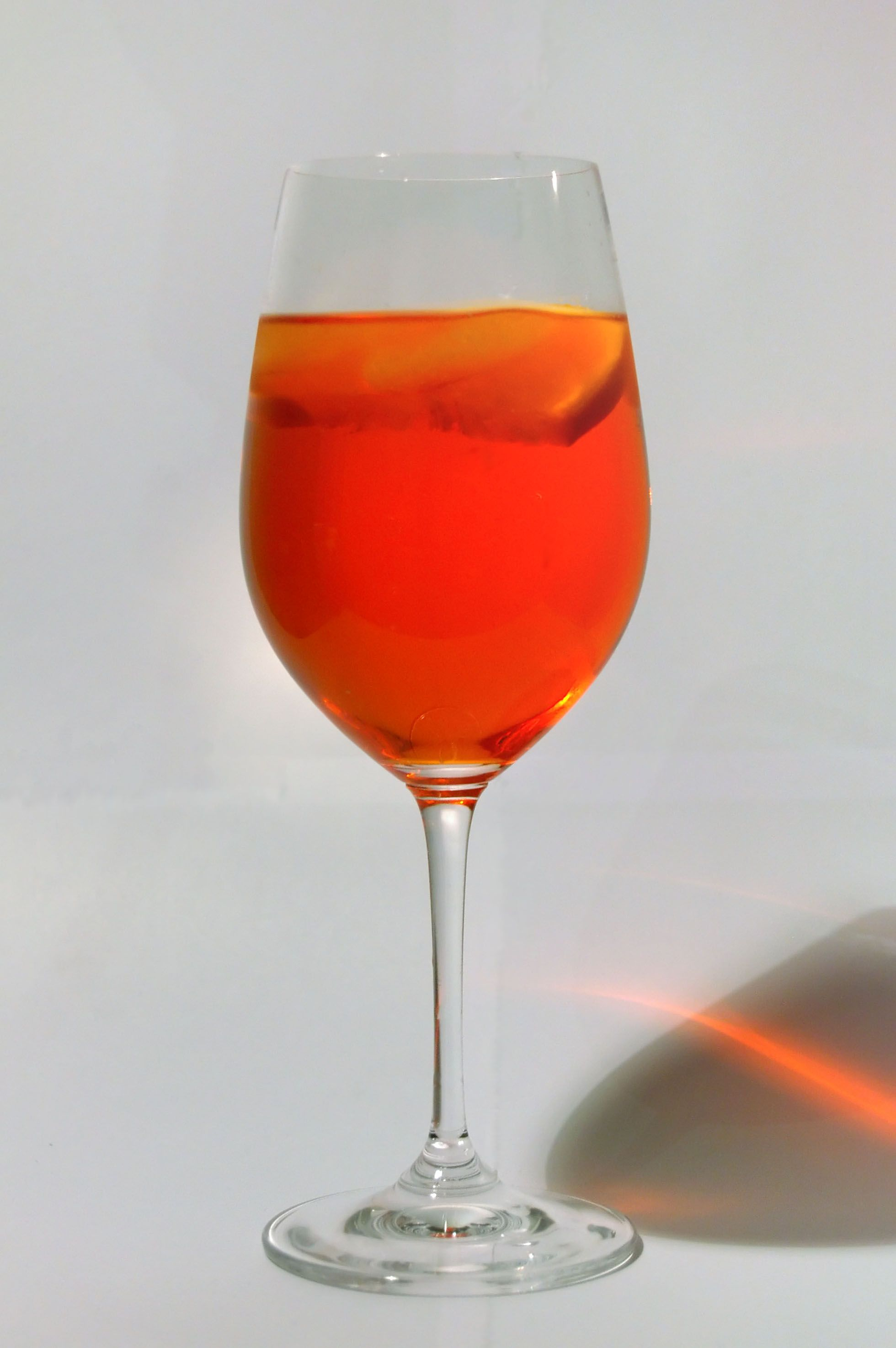
Aperol

Aperol – aperitif pochodzenia włoskiego o zawartości alkoholu 11%. 
Napój ma jasnoczerwony kolor. Jego podstawowymi składnikami są goryczka, gorzka pomarańcza, rabarbar. Alkohol sprzedawali od 1919 r. bracia Barbieri. Obecnie trunek produkuje firma Campari Group.